# رامون بلازكز
رامون بلازكز (بالإسبانية: Ramón Blázquez)‏ هو لاعب كرة قدم إسباني، ولد في 5 مارس 1989 في توبارا في إسبانيا. لعب مع إيسيخا بالومبيي ونادي ألباسيتي ب ونادي ألباسيتي ونادي أوندا ونادي ليغانيس.

## وصلات خارجية
- رامون بلازكز على موقع قاعدة بيانات كرة القدم.إي يو (الإنجليزية)
- رامون بلازكز على موقع Soccerway.com (الإنجليزية)